# Церемония закрытия зимних Олимпийских игр 2014
Церемония закрытия зимних XXII Олимпийских игр состоялась 23 февраля 2014 года на Олимпийском стадионе «Фишт» в Сочи, началась в 20:14 по московскому времени и продолжалась в течение 2,5 часов. Основной темой была русская культура глазами европейца.
Постановщиком церемонии стал итальянский театральный режиссёр Даниэле Финци Паска (ит.).
Церемония велась на русском, английском и французском языках. В прямом эфире транслировалась на «Первом канале» и «Россия 1».

## Программа

### Флаг и гимн Российской Федерации
Флаг на арену внесли все обладатели золотых медалей сборной России, кроме Александра Зубкова, а гимн страны исполнил Большой детский хор.

### Парад спортсменов
На арену знаменосцами были занесены флаги всех стран, принявших участие на Олимпийских играх в Сочи, а следом появились спортсмены: 2856 человек, представляющих 88 стран.

### Страны и знаменосцы

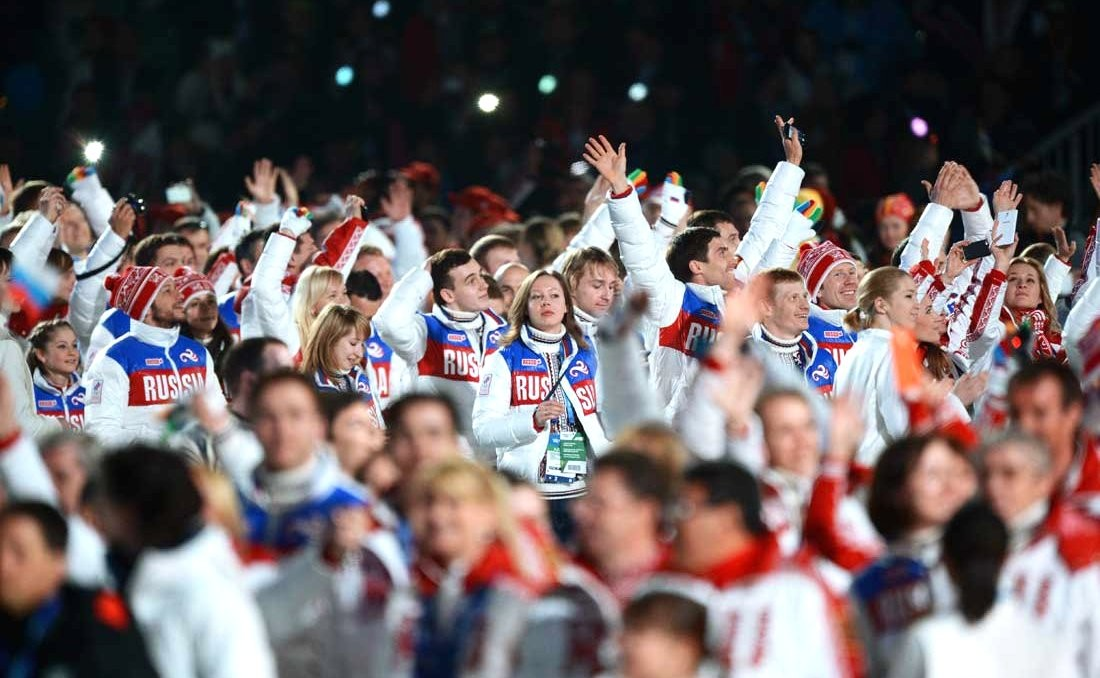
Сборная России на церемонии закрытия Олимпийских игр 2014

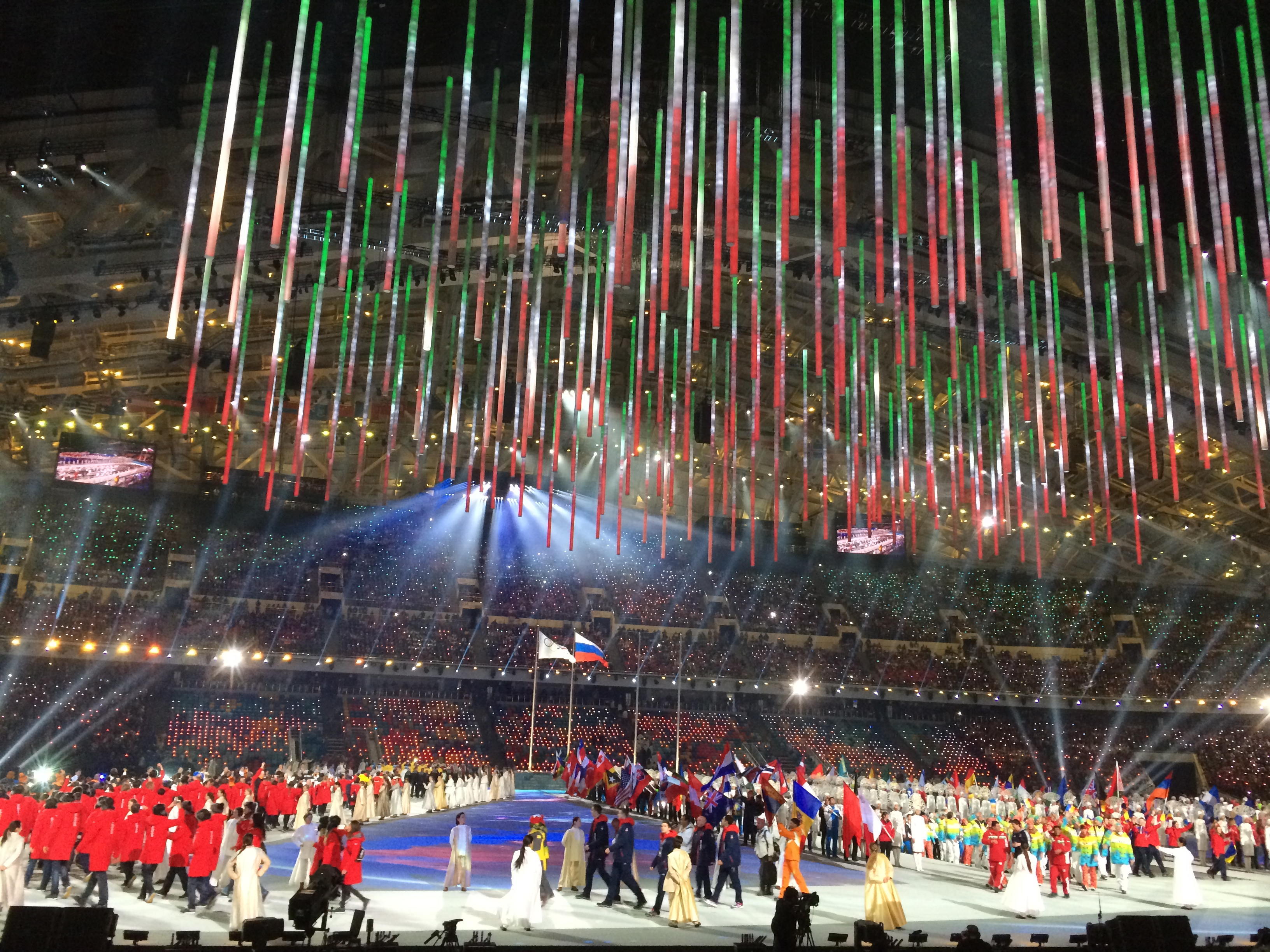
Сборные команды спортсменов на церемонии закрытия

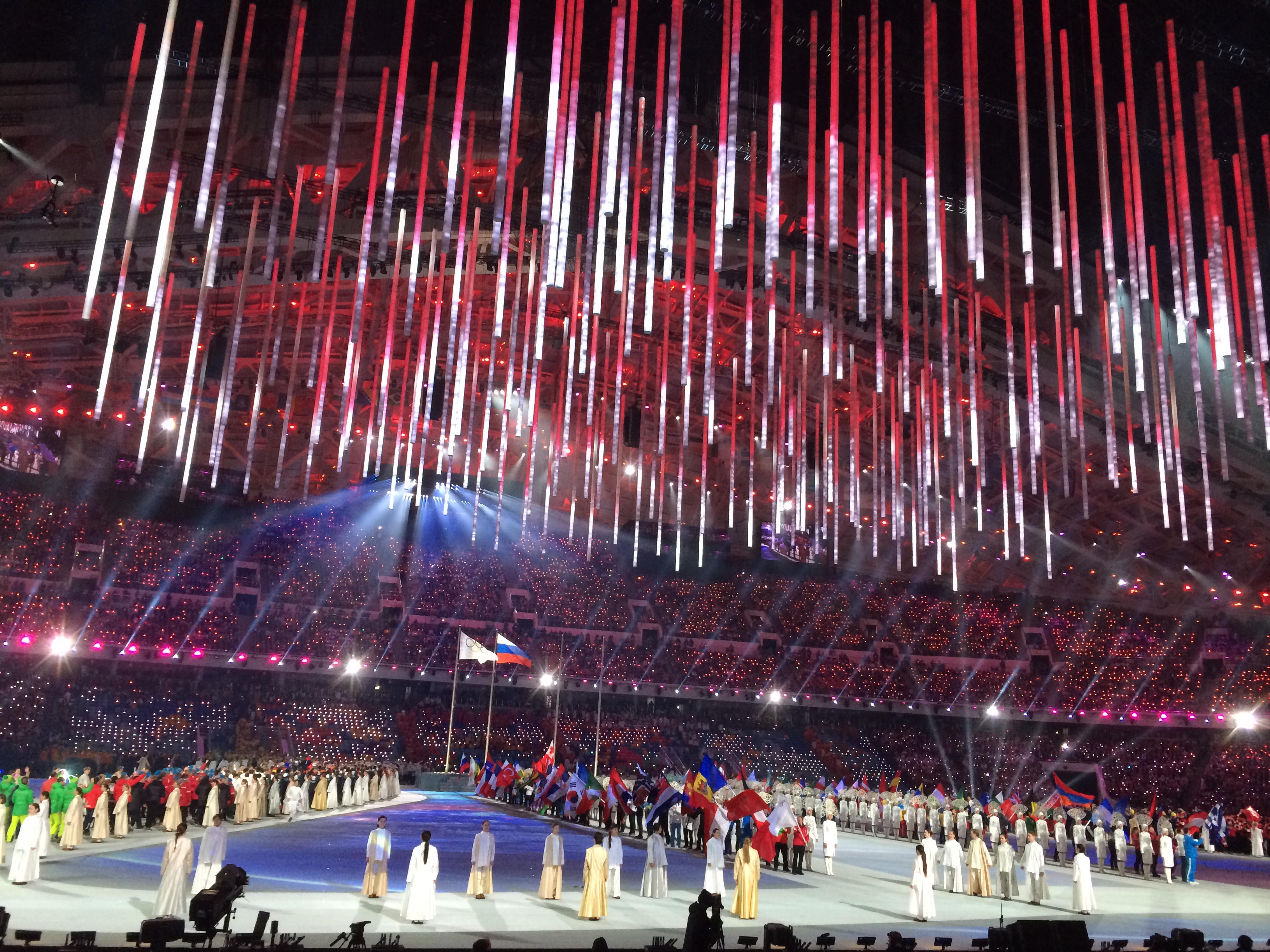
Флаги стран-участниц на церемонии закрытия

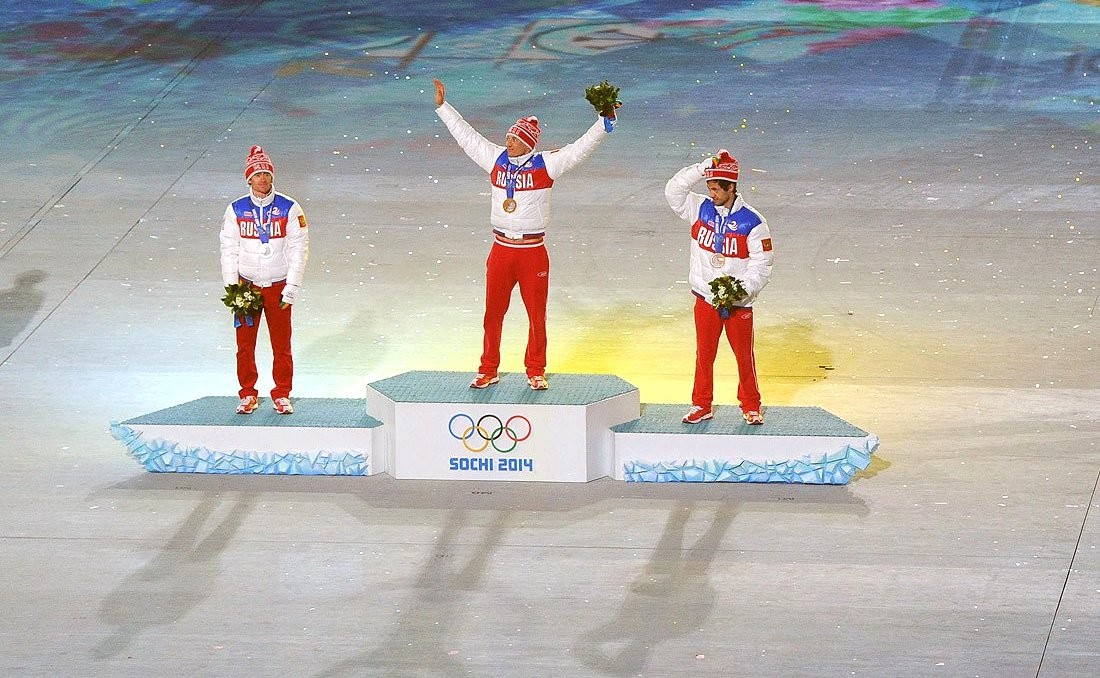
Награждение российских спортсменов

Розовым выделены знаменосцы-женщины
| №  | Страна                          | Знаменосец                 | Вид спорта         |
| -- | ------------------------------- | -------------------------- | ------------------ |
| 1  | Греция                          | Александрос Кефалас        | Скелетон           |
| 2  | Австралия                       | Дэвид Моррис               | Фристайл           |
| 3  | Австрия                         | Юлия Дуймовиц              | Сноуборд           |
| 4  | Азербайджан                     | Алексей Ситников           | Фигурное катание   |
| 5  | Албания                         | Суэла Михелли              | Горнолыжный спорт  |
| 6  | Андорра                         | Лаура Соули                | Биатлон            |
| 7  | Аргентина                       | Себастьяно Гастальди       | Горнолыжный спорт  |
| 8  | Армения                         | Арман Серебракян           | Горнолыжный спорт  |
| 9  | Британские Виргинские Острова   | Питер Крук                 | Фристайл           |
| 10 | Беларусь                        | Дарья Домрачева            | Биатлон            |
| 11 | Бельгия                         | Барт Свингс                | Конькобежный спорт |
| 12 | Бермуды                         | Волонтёр                   |                    |
| 13 | Болгария                        | Никола Чонгаров            | Горнолыжный спорт  |
| 14 | Босния и Герцеговина            | Жана Новакович             | Горнолыжный спорт  |
| 15 | Бразилия                        | Изадора Вильямс            | Фигурное катание   |
| 16 | Македония                       | Волонтёр                   |                    |
| 17 | Великобритания                  | Элизабет Ярнольд           | Скелетон           |
| 18 | Венгрия                         | Сандра Лайтос              | Шорт-трек          |
| 19 | Венесуэла                       | Антонио Пардо              | Горнолыжный спорт  |
| 20 | Американские Виргинские Острова | Джасмин Кэмпбелл           | Горнолыжный спорт  |
| 21 | Германия                        | Феликс Лох                 | Санный спорт       |
| 22 | Гонконг                         | Волонтёр                   |                    |
| 23 | Грузия                          | Элене Гедеванишвили        | Фигурное катание   |
| 24 | Дания                           | Мартин Мёллер              | Лыжные гонки       |
| 25 | Доминика                        | Гари Ди Сильвестри         | Лыжные гонки       |
| 26 | Зимбабве                        | Люк Штейн                  | Горнолыжный спорт  |
| 27 | Израиль                         | Владислав Быканов          | Шорт-трек          |
| 28 | Индия                           | Химаншу Такур              | Горнолыжный спорт  |
| 29 | Иран                            | Мохаммад Киядарбандсари    | Горнолыжный спорт  |
| 30 | Ирландия                        | Шеймус О Конор             | Сноуборд           |
| 31 | Исландия                        | Хельга Мария Вильямсдоттир | Горнолыжный спорт  |
| 32 | Испания                         | Лаура Орге                 | Лыжные гонки       |
| 33 | Италия                          | Арианна Фонтана            | Шорт-трек          |
| 34 | Казахстан                       | Ердос Ахмадиев             | Лыжные гонки       |
| 35 | Каймановы острова               | Доу Трэверс                | Горнолыжный спорт  |
| 36 | Канада                          | Кейли Хамфрис и Хезер Мойс | Бобслей            |
| 37 | Кипр                            | Александра Тейлор          | Горнолыжный спорт  |
| 38 | Кыргызстан                      | Евгений Тимофеев           | Горнолыжный спорт  |
| 39 | Китай                           | Лю Цюхун                   | Шорт-трек          |
| 40 | Латвия                          | Даумант Дрейшкенс          | Бобслей            |
| 41 | Ливан                           | Джеки Шамун                | Горнолыжный спорт  |
| 42 | Литва                           | Агне Серейкайте            | Шорт-трек          |
| 43 | Лихтенштейн                     | Волонтёр                   |                    |
| 44 | Люксембург                      | Волонтёр                   |                    |
| 45 | Мальта                          | Элис Пеллегрен             | Горнолыжный спорт  |
| 46 | Марокко                         | Адам Ламхамеди             | Горнолыжный спорт  |
| 47 | Мексика                         | Хубертус фон Хоэнлоэ       | Горнолыжный спорт  |
| 48 | Молдова                         | Виктор Пынзару             | Лыжные гонки       |
| 49 | Монако                          | Руди Ринальди              | Бобслей            |
| 50 | Монголия                        | Чинбатын Отгонцэцэг        | Лыжные гонки       |
| 51 | Непал                           | Дачири Шерпа               | Лыжные гонки       |
| 52 | Нидерланды                      | Боб де Йонг                | Конькобежный спорт |
| 53 | Новая Зеландия                  | Джозиан Уэллс              | Фристайл           |
| 54 | Норвегия                        | Уле Эйнар Бьорндален       | Биатлон            |
| 55 | Пакистан                        | Мухаммад Карим             | Горнолыжный спорт  |
| 56 | Парагвай                        | Волонтёр                   |                    |
| 57 | Перу                            | Роберто Карселен           | Лыжные гонки       |
| 58 | Польша                          | Збигнев Брудка             | Конькобежный спорт |
| 59 | Португалия                      | Камиле Диас                | Горнолыжный спорт  |
| 60 | Республика Корея                | Ку Хук Ли                  | Конькобежный спорт |
| 61 | Румыния                         | Ева Тофалви                | Биатлон            |
| 62 | Сан-Марино                      | Федерика Сельва            | Горнолыжный спорт  |
| 63 | Сербия                          | Невена Игнатович           | Горнолыжный спорт  |
| 64 | Словакия                        | Анастасия Кузьмина         | Биатлон            |
| 65 | Словения                        | Жан Кошир                  | Сноуборд           |
| 66 | США                             | Джули Чу                   | Хоккей             |
| 67 | Таджикистан                     | Алишер Кудратов            | Горнолыжный спорт  |
| 68 | Таиланд                         | Канес Сучаритакул          | Горнолыжный спорт  |
| 69 | Тайвань                         | Джон Блэкберн-Маккензи     | Шорт-трек          |
| 70 | Восточный Тимор                 | Йоанн Гутт Гонсалвеш       | Горнолыжный спорт  |
| 71 | Того                            | Алессиа Афи Диполь         | Горнолыжный спорт  |
| 72 | Тонга                           | Бруно Банани               | Санный спорт       |
| 73 | Турция                          | Тугба Кокаага              | Горнолыжный спорт  |
| 74 | Узбекистан                      | Ксения Григорьева          | Горнолыжный спорт  |
| 75 | Украина                         | Вита Семеренко             | Биатлон            |
| 76 | Филиппины                       | Волонтёр                   |                    |
| 77 | Финляндия                       | Ийво Нисканен              | Лыжные гонки       |
| 78 | Франция                         | Мартен Фуркад              | Биатлон            |
| 79 | Хорватия                        | Ведрана Малец              | Лыжные гонки       |
| 80 | Черногория                      | Волонтёр                   |                    |
| 81 | Чехия                           | Ондржей Моравец            | Биатлон            |
| 82 | Чили                            | Йонатан Хесус Фернандес    | Лыжные гонки       |
| 83 | Швейцария                       | Патриция Куммер            | Сноуборд           |
| 84 | Швеция                          | Шарлотт Калла              | Лыжные гонки       |
| 85 | Эстония                         | Карел Таммъярв             | Лыжные гонки       |
| 86 | Ямайка                          | Волонтёр                   |                    |
| 87 | Япония                          | Аюми Огасавара             | Кёрлинг            |
| 88 | Россия                          | Максим Траньков            | Фигурное катание   |

### Награждение победителей
Медали были вручены представительницам сборной Норвегии (Марит Бьёрген, Тереза Йохауг и Кристин Стёрмер Стейра), которые заняли три первых места в масс-старте на 30 км свободным стилем. Потом медали были вручены представителям сборной России (Александр Легков, Максим Вылегжанин и Илья Черноусов), которые заняли три призовых места в масс-старте на 50 км свободным стилем.

## Художественное и музыкальное оформление

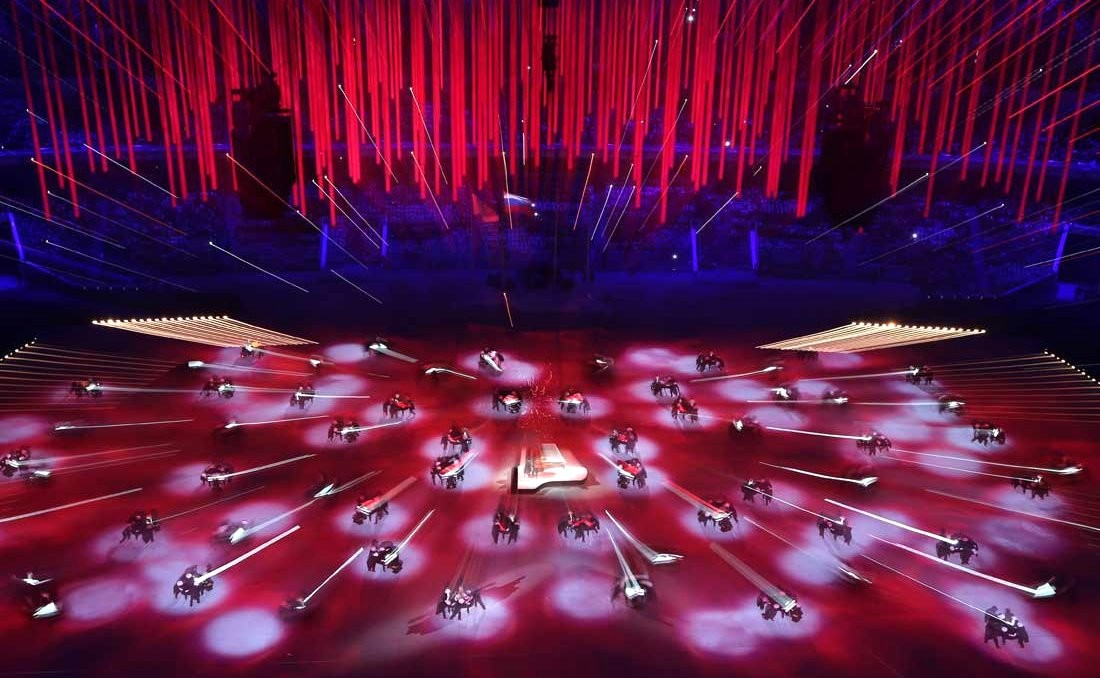
Выступление Дениса Мацуева

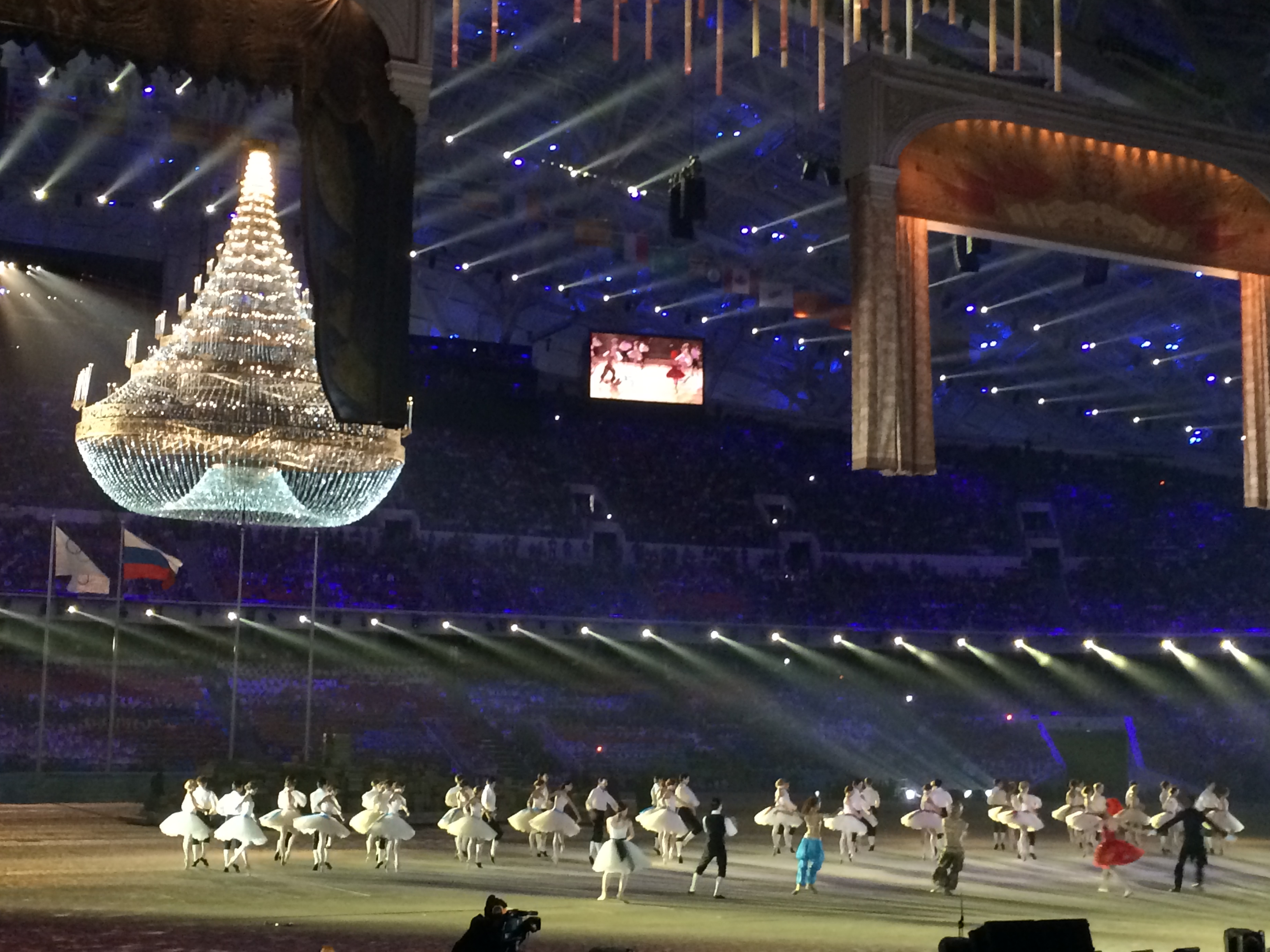
Русский балет

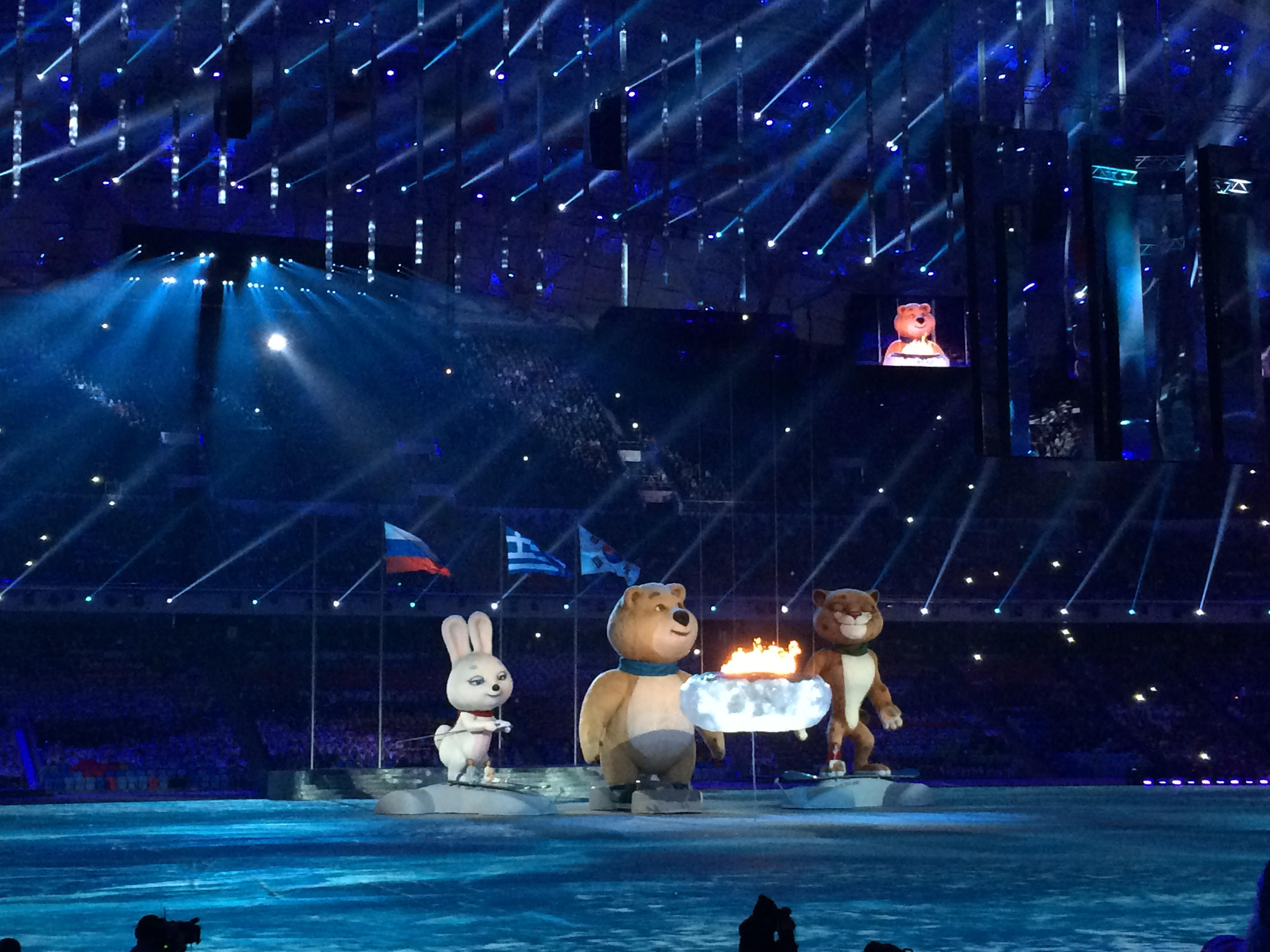
Талисманы Олимпиады с чашей огня

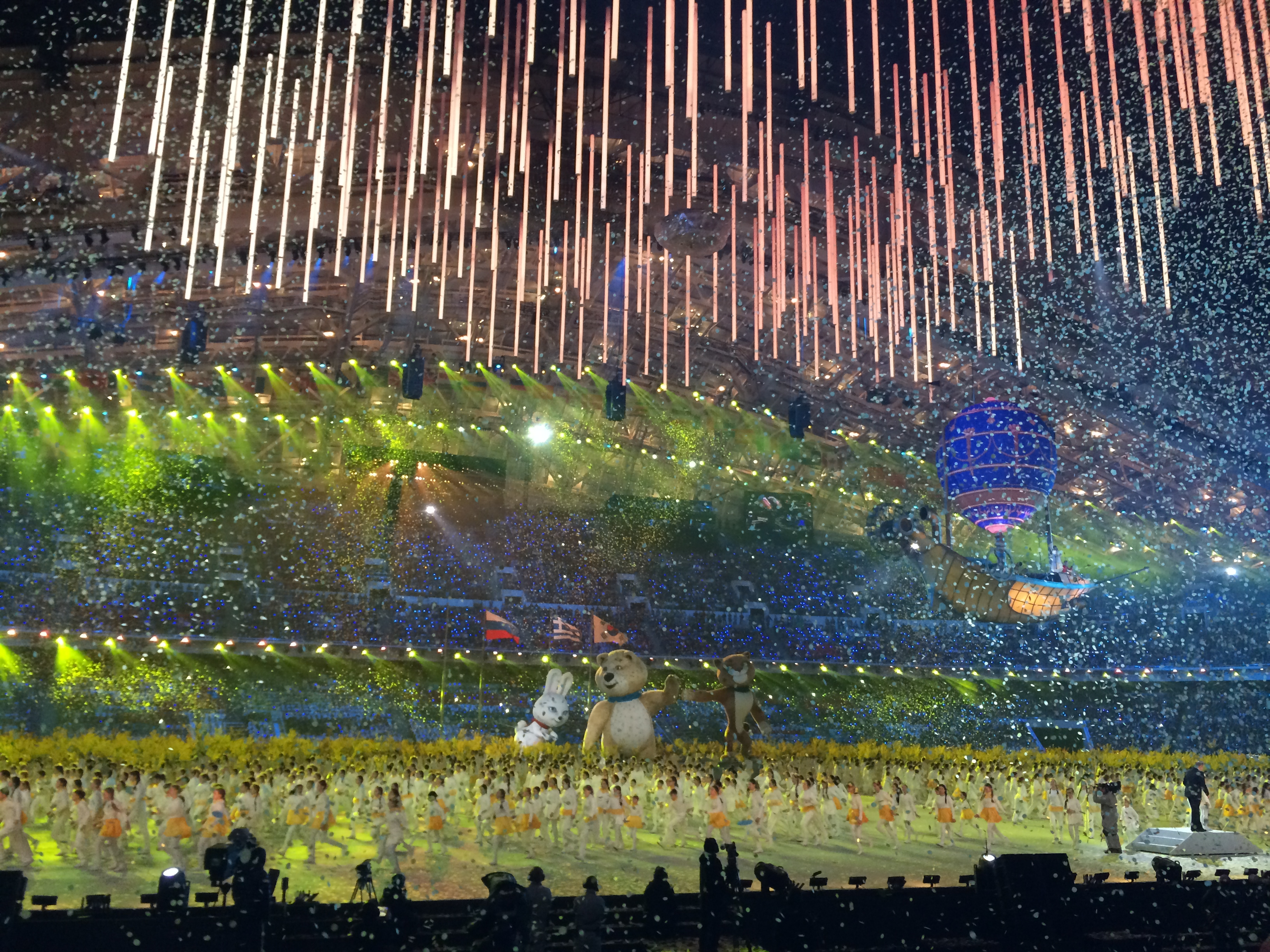
Прощание с Олимпиадой. На сцене — 2000 детей с ветками мимозы

- Танцевальный номер с проекцией морских волн и «серебряными рыбками», выстроившимся в олимпийские кольца. По воздуху плыла лодка, в которой сидели «девочка Любовь» вместе с двумя клоунами (Андрей Шарнин и Аскольд Запашный) и друзьями «Юрой» (то есть Юрий Гагарин) и «Валентиной» (то есть Валентина Терешкова)[12].
- Церемонию открыла музыка из кинофильма «Эта прекрасная жизнь» (1946) Дмитрия Тёмкина, голливудского композитора, 4-кратного обладателя «Оскара»[13].
- Гимн России исполнил сводный детский хор под управлением Валерия Гергиева.
- Выступление барабанщиков Московского военного музыкального училища.
- Команды выходили на стадион под танцевальные версии «No Limits» группы 2 Unlimited[14], «Младший лейтенант» Ирины Аллегровой, «Ау» группы «Ляпис Трубецкой», «Не валяй дурака, Америка!» группы «Любэ», «Последнее письмо» группы «Наутилус Помпилиус», «Song 2» группы Blur[12].
- Русская живопись: Номер, посвященный русской живописи — в духе картин Марка Шагала (перевернутая деревня, скрипач на крыше, невеста и жених). Также отсылка к картине Василия Кандинского «Невеста»[15]. Музыкальное сопровождение альтиста Юрия Башмета и скрипки Тани Самуил, которые исполняют дуэтом фрагмент из «Ревизской сказки» Альфреда Шнитке.
- Русская музыка: Исполнение Второго концерта для фортепиано с оркестром Сергея Рахманинова пианистом Денисом Мацуевым. Шоу — из 62 кружащихся роялей.
- Русский балет: выступают артисты Большого и Мариинского театров. Появляются актеры в образе основателя «Русских сезонов» «Сергея Дягилева» (Юрий Смекалов), «Анны Павловой» (Ксения Жиганшина) и её наставника «Энрико Чекетти» (Максим Зюзин) в сопровождении 48 танцовщиков кордебалета[16]. Артисты исполнили «па-де-де» под симфоническую сюиту «Шехеразада» Николая Римского-Корсакова (1888) в исполнении Первого всероссийского юношеского оркестра[17]. Артисты — в костюмах, спроектированных для «Русских сезонов» художниками Серебряного века, например «Шехерезада» Бакста. Также использованы отсылки к «Умирающему лебедю», «Жар-птица». Хореографию этой сцены осуществил постановщик Эмиль Фаски.
- Русская литература: на сцене загримированные под русских писателей актеры и их гигантские портреты — Лев Толстой, Фёдор Достоевский, Иван Тургенев, Александр Пушкин, Николай Гоголь, Анна Ахматова, Владимир Маяковский, Александр Солженицын, Антон Чехов, Николай Гумилёв, Марина Цветаева, Осип Мандельштам, Михаил Булгаков, Сергей Есенин, Александр Блок, Иосиф Бродский[18]. Вокруг них танцуют их персонажи и 96 библиотекарей. Все происходит под музыку вальса Арама Хачатуряна к пьесе Михаила Лермонтова «Маскарад» (1941). Звучат цитаты из произведений русских классиков:
  - «Послушайте! Ведь, если звезды зажигают — значит — это кому-нибудь нужно?» (из стихотворения Владимира Маяковского «Послушайте!»)
  - «Когда б вы знали, из какого сора растут стихи, не ведая стыда» (из стихотворения Анны Ахматовой «Мне ни к чему одические рати…»)
  - «Всё смешалось в доме Облонских» (из романа Льва Толстого «Анна Каренина»)
  - «Я к вам пишу — чего же боле? Что я могу ещё сказать?» (из романа в стихах Александра Пушкина «Евгений Онегин»)
  - «Есть чувства, которые поднимают нас от земли» (из повести Ивана Тургенева «Ася»)
  - «Для мудрого достаточно одной человеческой жизни, а глупый не будет знать, что ему делать с вечностью» (А. И. Солженицын)
  - «Нет, широк человек, слишком даже широк, я бы сузил» (из романа Ф. М. Достоевского «Братья Карамазовы»)
  - «Уж сколько их упало в эту бездну разверстую вдали! Настанет день, когда и я исчезну с поверхности земли» (из стихотворения Марины Цветаевой)
  - «Люди, львы, орлы и куропатки, рогатые олени, гуси, пауки, молчаливые рыбы» (из пьесы Антона Чехова «Чайка»)
  - «Рукописи не горят» (из романа Михаила Булгакова «Мастер и Маргарита»)
- Цирковой номер. Использованная музыка — Шостакович, вальс номер 2 из сюиты для джазового оркестра (прозвучала в фильме Стэнли Кубрика «С широко закрытыми глазами») и вальс из балета Прокофьева «Золушка».
- Во время презентации корейской олимпийской столицы песню «Ариран» исполнили Чо Суми и джазовая певица На Ён Сун[англ.][19]. Также упоминаются музыканты Ли Сон Чхоль и Ян Бан Он. Танцоры исполнили «Танец журавлей», показано исполнение на корейском струнном инструменте каягым.
- Олимпийский огонь был погашен Белым Мишкой под музыку Эдуарда Артемьева из фильма «Свой среди чужих, чужой среди своих»[12] в аранжировке Игоря Матвиенко[20].
- После того, как огонь погас, по щеке Белого Мишки покатилась слеза[12], что является небольшой отсылкой к Олимпиаде 1980 года. Многие зрители (так же, как и в 1980 году) во время этой церемонии не сдерживали слёз.
- Прощание зверей-талисманов игр.
- Прозвучал фрагмент песни Александры Пахмутовой «До свидания, Москва»[12].
- Над сценой в дирижабле (шар стилизован под яйцо Фаберже) парила оперная певица Хибла Герзмава, которая исполнила песню «Олимпийский вальс» («До свидания, Сочи»)[12], написанную Игорем Крутым и Игорем Николаевым специально для закрытия Олимпиады в Сочи. Валерий Гергиев дирижировал детским хором.

## Олимпийские символы

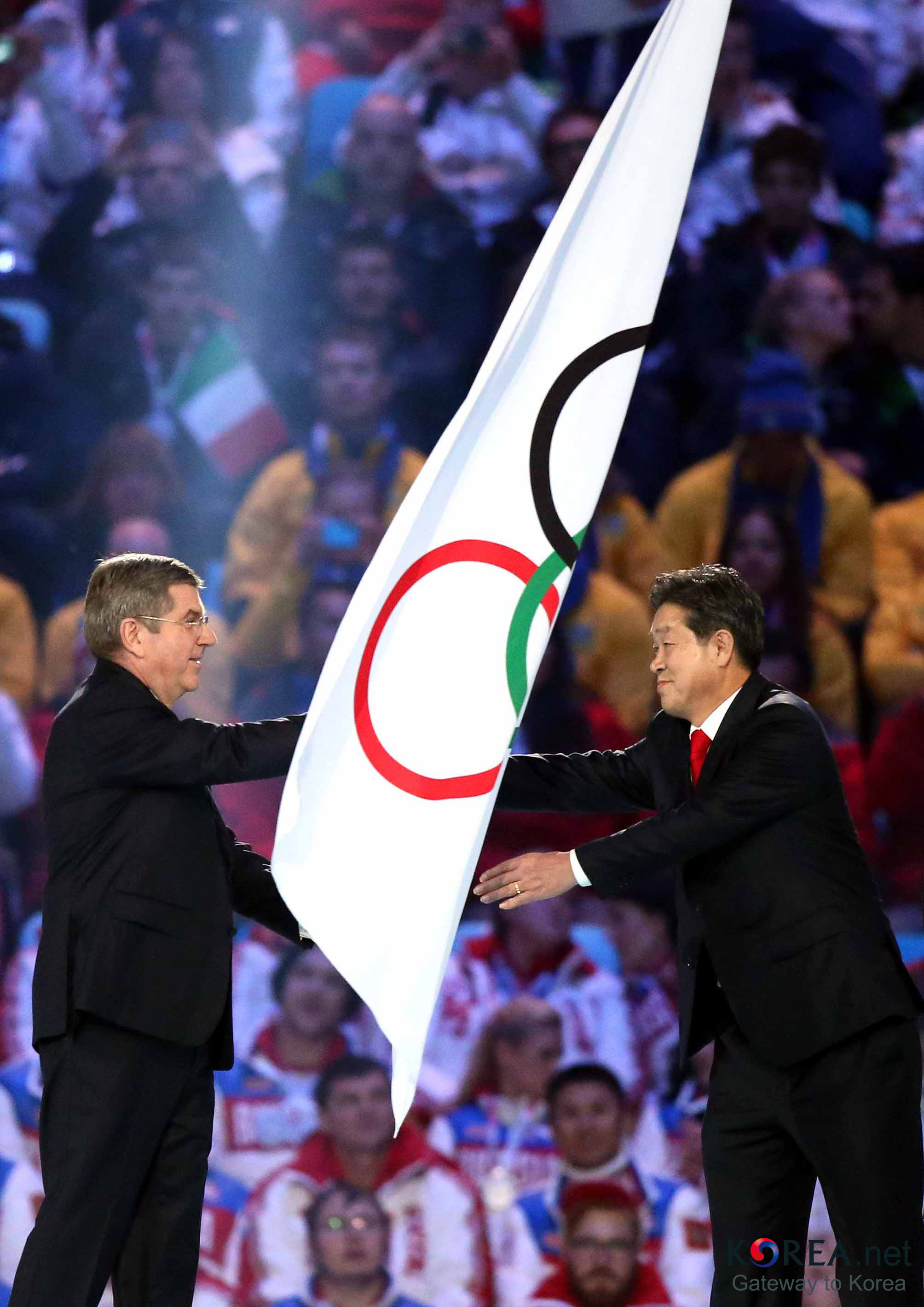
Передача Олимпийского флага

Исполнялся гимн Греции и поднят флаг страны, а следом исполнили Олимпийский гимн и опустили флаг. Затем оперной примой Хиблой Герзмавой был исполнен Олимпийский вальс.

### Передача Олимпийского флага
Мэр города Сочи Анатолий Пахомов сделал несколько взмахов флагом и передал его главе МОК Томасу Баху, который так же несколько раз взмахнул флагом и передал олимпийскую эстафету мэру корейского города Пхёнчхана Сок Рэ Ли, где в 2018 году состоялись следующие зимние Олимпийские игры.

### Гимн Кореи

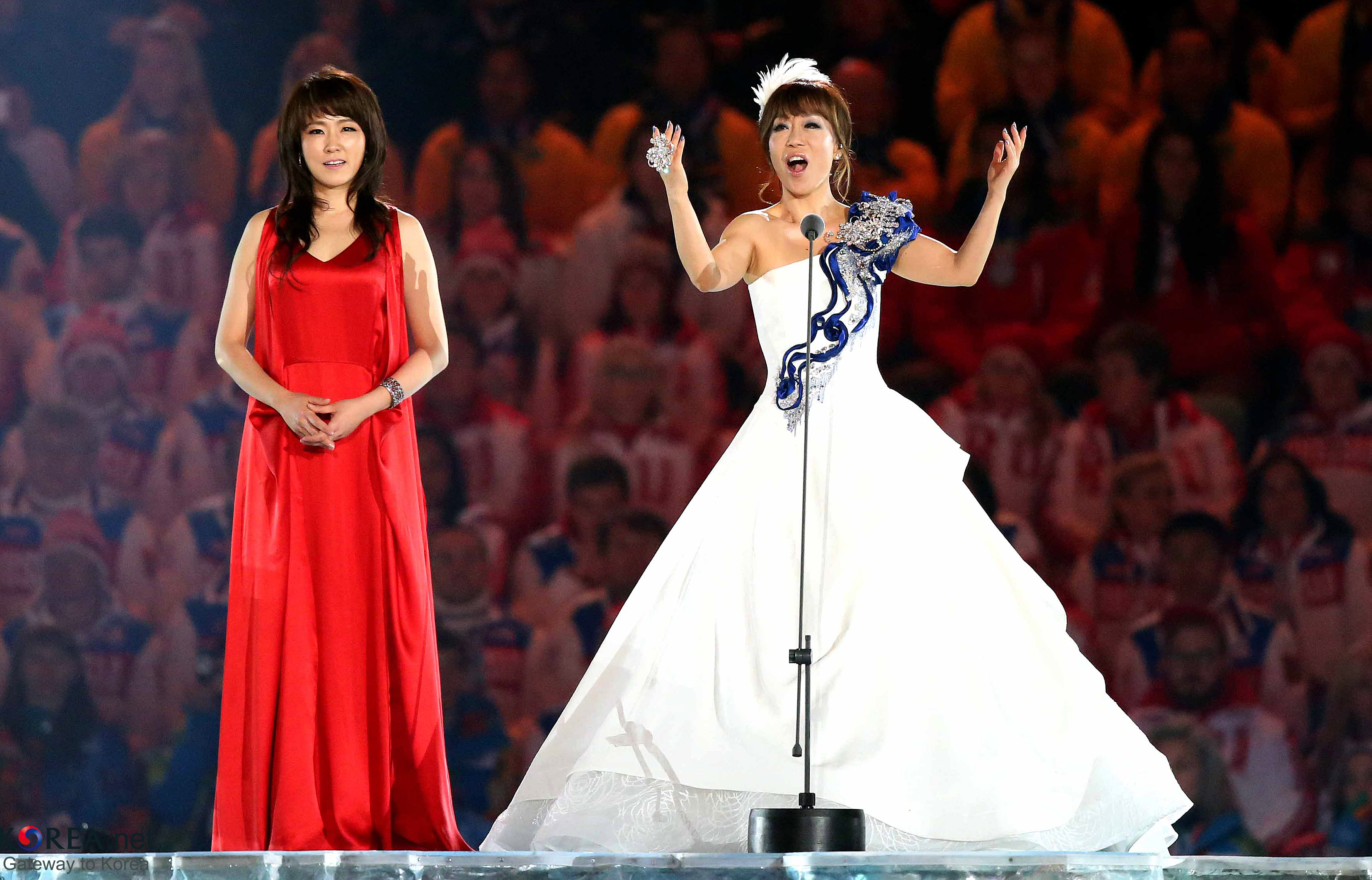
На Ён Сун и Чо Суми

Гимн страны исполнили дети в национальных костюмах (кореец и кореянка), в этот же момент был поднят флаг Кореи.

## Представление Пхёнчхана
Представление столицы зимних Олимпийских игр 2018 года длилось восемь минут. Во время него было рассказано об истории Кореи, насчитывающей пять тысячелетий. Также в шоу прозвучали звуки традиционного корейского музыкального инструмента каягым. Пхёнчхан дважды был кандидатом на проведение зимних Олимпийских игр — 2010 и 2014 годах, а 6 июля 2011 года в Дурбане Президент Международного Олимпийского комитета Жак Рогге объявил, что в Пхёнчхане пройдут XXIII зимние Олимпийские игры 2018 года.

## Факты
На церемонии была обыграна техническая накладка, произошедшая во время открытия игр — тогда не раскрылось одно из пяти олимпийских колец. Это чувство юмора российских продюсеров высоко оценили иностранные СМИ, такие как NBC и интернет-издание The Huffington Post.